# Habenaria bracteosa
Habenaria bracteosa är en orkidéart som beskrevs av Ferdinand von Hochstetter och Achille Richard. Habenaria bracteosa ingår i släktet Habenaria och familjen orkidéer. Inga underarter finns listade i Catalogue of Life.